# Cratere Moss
Moss  è un cratere sulla superficie di Marte.